# Дайкон (остров)
Вижте пояснителната страница за други значения на Дайкон.
Дайкон (на японски: 大根島, по английската Система на Хепбърн Daikon) е остров, съставен от базалт.
Намира се в соленото езеро Накауми, разположено между префектури Шимане и Тотори в Япония. Днес островът е част от град Мацуе, префектура Шимане.
Дайкано е и малък вулкан с височина 42 m, през който преминават тунели изкопани от лава.
На острова са култивирани божур и женшен още от периода Едо.